# Meine wunderbare Familie: Hochzeitsvorbereitungen
Hochzeitsvorbereitungen ist ein deutscher Fernsehfilm von Ariane Zeller aus dem Jahr 2009. Es handelt sich um die vierte Episode der ZDF-Reihe Meine wunderbare Familie mit Tanja Wedhorn und Patrik Fichte in den Hauptrollen.

## Handlung
Nachdem sich die Rudertrainerin Hanna Sander und der Barista Jan Kastner ineinander verliebt und deren in die Beziehung gebrachten Kinder von sich überzeugen konnten und sich verlobt haben, stehen nun die Hochzeitsvorbereitungen an. Doch diese sind getrübt von dem Umstand, dass Jans Kaffeerösterei fast pleite ist und seine Eltern sich nach langjähriger Ehe trennen wollen. Hinzu kommt, dass Hanna zu ihrem leiblichen Vater nie Kontakt hatte, ihn aber schon gern zu ihrer Hochzeit einladen würde. Daher macht sie sich auf die Suche nach ihm, was ihrer Mutter gar nicht recht ist. Als es Hanna gelingt ihren Vaters ausfindig zu machen, reist sie zu ihm, ist aber enttäuscht, dass er es all die Jahre nicht fertig gebracht hat, sie mal zu besuchen, obwohl er genau wusste, wo sie wohnte. Als er nun wider Erwarten doch vor ihrer Tür steht, sprechen sie sich miteinander aus und vereinbaren miteinander in Kontakt zu bleiben.
Jans Probleme in der Firma veranlassen ihn dazu, seinen Vater um Geld zu bitten. Der kann zwar nicht so schnell die nötigen finanziellen Mittel auftreiben, aber er hat noch gute Kontakte, die er versucht hinzuzuziehen. Jan kommt dann auch noch eine gute Idee und kann seine Firma im letzten Moment retten.
Hannas Tochter Lilly ist weiterhin in ihren Mitschüler Linus verliebt, gleichzeitig aber auch auf Klassenkameradin Annika eifersüchtig. Schon bald erkennt sie aber, dass Linus auch in sie verliebt ist und ihrer Beziehung steht nichts mehr im Wege. Auch Jans Vater versöhnt sich mit seiner Frau und so gibt es am Ende eine fröhliche Hochzeitsfeier.

## Hintergrund
Hochzeitsvorbereitungen wurde zeitgleich mit der vorhergehenden dritten Episode Alle unter einem Dach vom 7. Juli 2008 bis zum 17. September 2008 in Berlin gedreht. Produziert wurde der Film von der UFA Fiction.

## Kritik
Die Kritiker der Fernsehzeitschrift TV Spielfilm zeigten mit dem Daumen zur Seite, vergaben für Humor und Spannung je einen von drei möglichen Punkten und resümierten: „Sympathisch, aber etwas überladen“.